# 臺灣葡萄酒
臺灣葡萄酒是指台灣生產的葡萄酒。

## 歷史
由於台灣菸酒公司壟斷了酒類市場，長期以來，台灣的獨立釀酒一直是非法的。該公司主要生產桃紅葡萄酒。隨著台灣解嚴及市場自由化，獨立釀酒於2002年合法化。2014年，台灣葡萄酒首次在國際比賽中獲得金牌。台灣釀酒主要使用黑后葡萄（Black Queen）和金香葡萄（Muscat Alexandria），這兩種葡萄於1950年代引入台灣。台灣葡萄酒因稀有性及高品質，特別受到香港收藏家的青睞。